# Зильберман, Иоганн Андреас

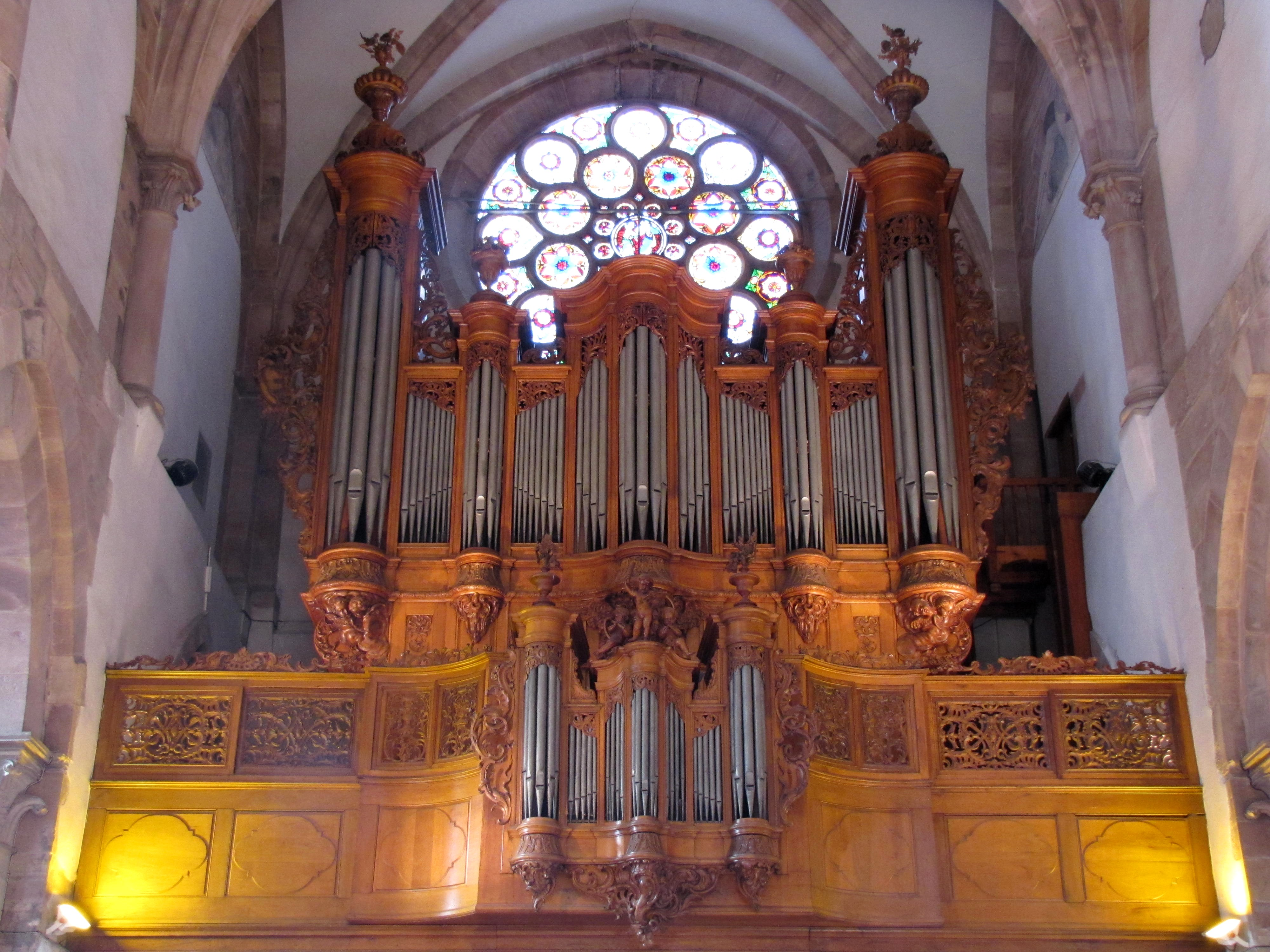
Орган церкви Святого Фомы в Страсбурге

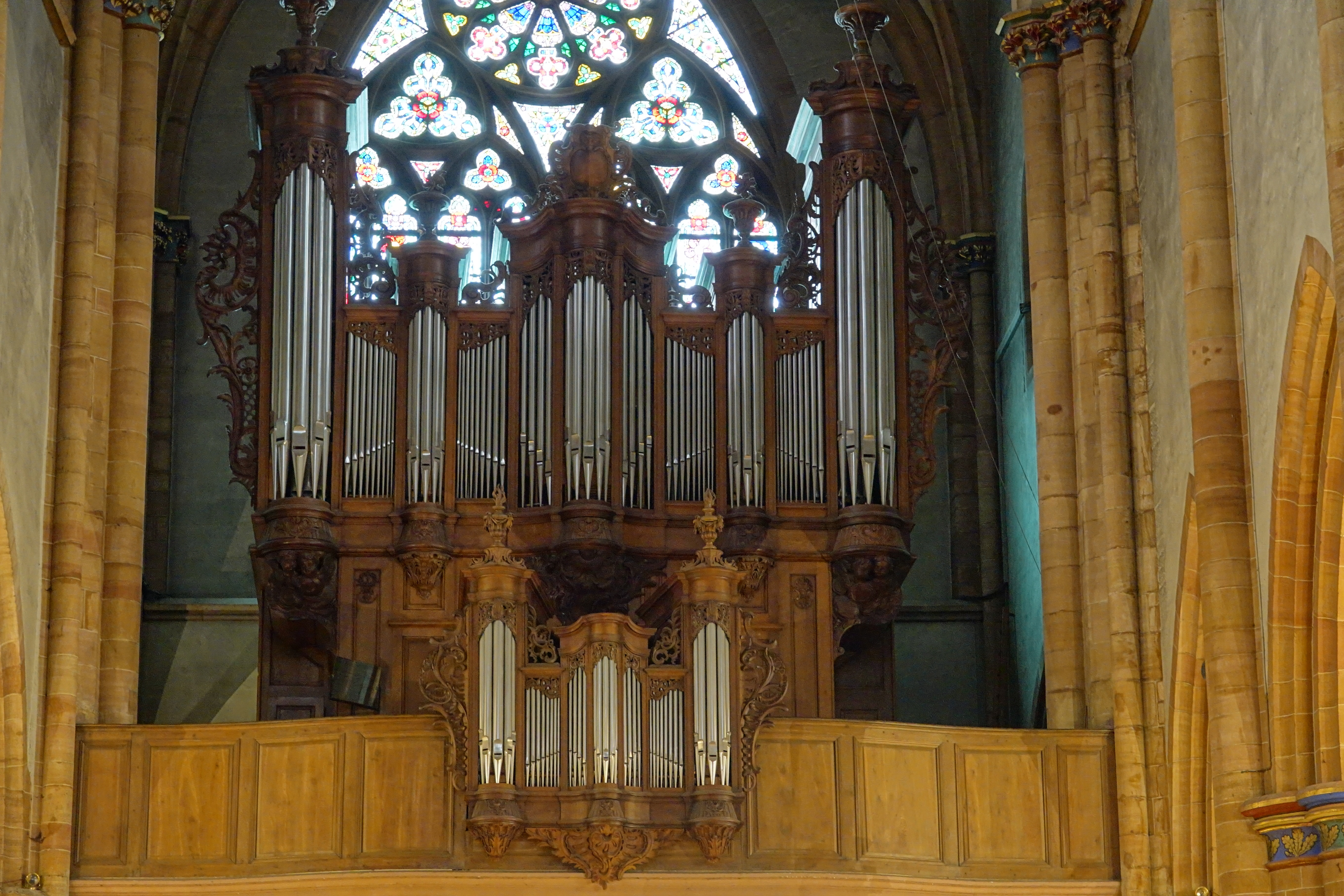
Орган в церкви Кольмара

Иоганн Андреас Зильберман (нем. Johann Andreas Silbermann; 26 июня 1712, Страсбург — 11 февраля 1783, там же) — немецкий мастер по изготовлению клавишных инструментов: органов, клавесинов, клавикордов и роялей. Один из самых выдающихся мастеров восемнадцатого века.
Видный представитель династии мастеров Зильберман. Учился у отца эльзасского мастера-органостроителя Андреаса Зильбермана (1678—1734) и дяди Иоганна Готфрида Зильбермана. Его братьями были мастера-органостроители Иоганн Даниэль Зильберман и Иоганн Генрих Зильберман.
После смерти отца продолжил его дело с согласия города и стал его преемником.
Органы, созданные им, отцом и дядей, всемирно известны под маркой «Органы Зильберман».
Построил 57 органов, из которых лучшими считались инструменты Новой церкви в Страсбурге (1749, разрушен при бомбардировке французами в 1870) и баденском аббатстве Санкт-Блазиен (1775; в 1813 демонтирован и перенесён в Церковь св. Стефана в Карлсруэ, где в 1944 году был разрушен во время авианалёта британских ВВС).
Известен также как автор трудов и ценных записок по органостроению. В 1775 году опубликовал историю города Страсбурга.